# Nova (песня The Sound of Arrows)
Nova — второй сингл шведского дуэта The Sound of Arrows.
Вот как описывает песню солист группы The Sound of Arrows Стефан Сторм:

Это песня, с которой мы больше всего намучились. Она постоянно в чём не устраивала, так что у нас получилось по крайней мере три различных варианта, лежащих в компьютере. Но, наконец, она увидела свет. Я очень доволен тем, каким в итоге получился текст песни, особенно второй куплет.

Сингл Nova о довольно распространенной теме для The Sound of Arrows — об эскапизме. Желанию чего-то лучшего, когда завяз в колее, и стремлению к идеалу. Иногда это может быть здорово, потому что вы можете получить новые возможности, но иногда вы расплескиваете себя, считая, что всегда есть что-то лучшее там. Могут быть оба варианта. Это вроде надежды, но все же с элементами безнадежности.

## Видеоклип
Пещера в видео настоящая, около 200—300 метров под землей. Съемки заняли два дня и прошли летом, так что снаружи было очень, очень тепло, но внизу в пещере было чертовски холодно! В конце концов это того стоило, но это был ужасный опыт.
- Артист (Artist): The Sound of Arrows
- Название (Title): Into The Clouds (Geffen)
- Режиссёр (Director): The Sound of Arrows, Mattias Erik Johansson
- Выпускающая компания (Production Company): Naive, Black Neon, Shameless
- Продюсер (Producer): Pinar Metin, Joel Burman
- Оператор (DoP): Sam Goldie
- Первый помощник режиссёра (1st AD): Christer Jonsson
- Визажист (Make Up): Cissi Wallin
- Стилист (Stylist): Fransicka Svensson
- Художник-постановщик (Art Director): TSOA/Mattias Erik Johansson
- Осветитель (Gaffer): Anders Hedqvist
- Редактор (Editor): Hannes Falk
- (Colourist): Oskar Mellander
- Постпродакшн (Post Production): Oskar Gullstrand[3][4]
- (Styling): IR Erik Annerborn[5]

## Список композиций
| - CD 1. „Nova“ — 3:29 2. „Nova“ (Instrumental) 3. „Nova“ (Tiësto Remix) 4. „Nova“ (II Figures Remix) - vinyl 12» Side A 1. «Nova» 2. «Nova» (Instrumental) Side B 1. «Nova» (Tiësto Remix) 2. «Nova» (II Figures Remix) | - CDr 1. «Nova» (Radio Edit) — 3:28 2. «Nova» (Tiësto Remix) — 7:48 3. «Nova» (Almighty Anthem Edit) — 3:39 4. «Nova» (Almighty Anthem Remix) — 6:38 5. «Nova» (Steep Remix) — 3:17 - CDr 1. «Nova» (Almighty Essential Radio Edit) — 3:35 2. «Nova» (Almighty Anthem Radio Edit) — 3:36 3. «Nova» (Almighty Essential Club Mix) — 7:16 4. «Nova» (Almighty Anthem Club Mix) — 6:31 |

## Коллектив
- The Sound of Arrows — слова, музыка, продюсирование

## Разные награды и звания
| Год        | Награда/звание                          | Номинатор |
| ---------- | --------------------------------------- | --------- |
| 04.10.2011 | 10 самых скачиваемых треков недели (#5) | NME       |